# 영국의 과학자 목록
이 문서는 영국 과학자의 목록 문서이다.
- 프랜시스 윌리엄 애스턴
- 데이비드 액슨
- 프랜시스 베이컨 - 철학자, "과학적 방법론의 아버지"
- 로저 베이컨 - 철학자, 박식가, 과학적 방법론의 초기 지지자
- 마이클 비어파크
- 존 베딩턴
- 랠프 벤저민
- 팀 버너스리 - WWW의 발명가, 물리학자, 컴퓨터 과학자, 사우샘프턴 대학과 MIT의 교수
- en:Kevin Beurle
- 데이비드 머빈 블로
- 에드워스 오거스트 본드
- 에드워드 오거스터스 볼스
- C. V. 보이스
- 데니스 브레이
- 맬컴 브레너
- 도널드 브로드벤트
- en:W. A. S. Butement
- 로버트 W. 칸
- 샌디 케언크로스
- James Cameron
- 리처드 케이턴
- 콜린 체리
- en:Harriette Chick
- 새뮤얼 헌터 크리스티
- en:Marcela Contreras
- 에바 크레인
- 프랜시스 크릭
- 헨리 홈스 크로프트
- en:Andrew Crosse
- 존 돌턴 - "현대 원자 이론의 아버지"; 돌턴의 부분 압력의 법칙
- 찰스 다윈 - 박물학; 진화론
- 도널드 데이비스 - 인터넷의 세 아버지 중 한 명
- 험프리 데이비
- 폴 디랙
- en:Deborah Doniach
- 마이클 패러데이
- en:Adrian Farrel
- en:Axel Firsoff
- en:Jeff Forshaw
- 케리 포스터
- 헨리 포스터
- 로절린드 프랭클린
- Ed Gallagher
- en:Michael Gerzon
- 준 굿필드
- 두걸 굿맨
- 가이 굿윈
- en:Raymond Gosling
- en:Monica Grady
- 맬컴 그린
- 로버트 그로스테스트
- 프레더릭 거스리
- en:Helen Gwynne-Vaughan
- 웬디 홀
- 에드먼드 핼리
- William Vernon Harcourt
- 애니타 하딩
- 리처드 해리슨
- 스티븐 호킹 - 이론물리학과 우주론
- 토머스 헤이스
- 올리버 헤비사이드
- 버넌 헤이우드
- 줄리아 히긴스
- 피터 힉스
- 해럴드 힐먼
- 피터 허시
- en:George Hockham
- 앤서니 홀랜더
- en:Victor Horsley
- 로절린드 헐리
- 해럴드 에드윈 허스트
- en:Janet Husband
- en:Ray K Iles
- 앨릭 제프리스
- 에드워드 제너 - 면역학의 선구자
- en:Harren Jhoti
- 마크 H. 존슨
- 조앤 존슨 (1977년 출생), 지질학자, 남극 과학자
- en:Daniel Jubb
- en:Maged N. Kamel Boulos
- 찰스 K. 가오
- en:Frank Kearton, Baron Kearton
- 데이비드 킹
- 알렉산더 킹
- en:Rudolf Kompfner
- en:John Howard Kyan
- en:Patrick Laidlaw
- en:John Henry Lefroy
- 존 레너드존
- 크리스 라이트풋
- en:George Macfarlane
- 해리 마시
- 찰스 제임스 마틴
- en:Neil D. Mathur
- 제임스 클러크 맥스웰 - 물리학자, 수학자, 전자기론을 공식화함
- 존 매캐퍼티
- en:Peter H Millard
- 존 F. B. 미첼
- 키런 모리아티
- en:William Musgrave
- 아이작 뉴턴
- 브리짓 오길비
- en:Ian Osterloh
- 우드바인 패리시
- en:Arthur Lindo Patterson
- en:David Peakall
- en:Joseph Barclay Pentland
- 크리스 필립스
- 헨리 피딩턴
- 앤드루 피트먼
- 비키 포프
- 조지프 프리스틀리
- en:Matthew Raper
- 크리스 래플리
- 마이클 라이스
- en:Sheila Rodwell
- 고든 러그
- 버트런드 러셀 - 철학자, 논리학, 수학자, 역사가, 사회 비평가
- 존 버던샌더슨
- en:Sydney Selwyn
- 나이절 섀드볼트
- 조지 D. W. 스미스
- en:Charles Stanhope, 3rd Earl Stanhope
- 제임스 스털링
- 피터 A. 스톳
- 피터 사이크스
- 럼퍼드 백작 벤저민 톰프슨
- 조지프 존 톰슨
- 제1대 켈빈 남작 윌리엄 톰슨
- 존 실리 타운젠트
- 에릭 트리스트
- 앨런 튜링 - 수학자, 암호 해독가, 컴퓨터 과학자
- 아서 제임스 터너
- 제임스 언더우드
- en:Olga Uvarov
- 니컬러스 월드
- 케빈 워릭
- 앤드루 왓슨
- 알렉산더 와트
- en:Richard Burkewood Welbourn
- 마이클 웰스
- 토머스 서머스 웨스트
- M. J. 휄런
- 엘시 위도슨
- 모리스 윌킨스
- 제임스 H. 윌킨슨
- 앨런 윌슨
- en:Tamsin Wilton
- 그레그 윈터
- en:Heinz Wolff
- 토머스 영
- 에이다 러브레이스
- 브라이언 콕스(물리학자)